# دواين هارتي
دواين هارتي هو رسام كندي أمريكي، ولد في 23 مايو 1957.